# Lumen Gentium
Lumen Gentium, Folkenes lys, er et katolsk kirkedokument fra 1964.
Dokumentet er Det andet Vatikankoncils såkaldte dogmatiske konstitution dvs. bekendelsesskrift, og er det mest kendte resultat af det storstilede kirkemøde. Det omhandler blandt andet kirkens rolle og funktion i den moderne verden, biskoppens autoritet i forhold til paven og lægfolkets forhold til geistligheden og kirkens hierarki.
Skriftet repræsenterer en teologisk nyskabelse i den katolske kirke, idet det undlader at gøre den katolske kirke til entydigt synonym for Kristi sande kirke, og dermed er der tale om en reel anerkendelse af andre kristne trossamfund. 